# Great Olympics FC
Der Accra Great Olympics Football Club, kurz Great Olympics oder Oly, ist ein 1954 gegründeter Fußballverein aus der ghanaischen Hauptstadt Accra. Great Olympics ist derzeit (2018) als Kapitalgesellschaft in Form einer Limited organisiert. Das Vereinslogo enthält neben den olympischen Ringen auch die Worte peace / friendship / unity (deutsch Friede / Freundschaft / Einheit) als Ausdruck des olympischen Geistes. Über die Herkunft des Spitznamens „Wonder Club“ herrscht Unklarheit.

## Geschichte
Great Olympics wurde am 21. April 1954 durch ehemalige Mitglieder des Vereins Standfast FC, die sich zuvor im Streit von diesem losgesagt hatten, gegründet. Auch im neuen Verein kam es im Laufe der Jahrzehnte zu großen vereinsinternen Streitigkeiten, die allerdings im Sinne der Great Olympics beigelegt werden konnten. Der Verein nahm im Jahr 1956 an der abgebrochenen Fußballmeisterschaft teil und gehörte zwei Jahre später zu den acht Gründungsmitgliedern der Ghana Football League. 1958 besiegte Great Olympics in einem Freundschaftsspiel die togoische Fußballnationalmannschaft mit 2:1, nie zuvor hatte eine Vereinsmannschaft der Goldküste ein internationales Spiel gegen ein Nationalteam bestritten.
In den Jahren 1970 und 1974 konnte der Verein zweimal die ghanaische Meisterschaft gewinnen. Durch einen 2:1-Finalsieg über Brong Ahafo United FC sicherte sich der „Wonder Club“ 1975 zum ersten Mal den Gewinn des nationalen Fußballpokals. Weitere Pokalsiege folgten im Jahr 1983 durch einen 3:0-Sieg über Bofoakwa Tano FC sowie 1995, als man sich im Finale gegen den Stadtrivalen Hearts of Oak mit 1:0 durchsetzen konnte. Vier Jahre später unterlag man dagegen im Pokalfinale den „Phobians“ mit 1:3. Erstmals 2004 sowie 2008 stieg der Verein in die zweitklassige Division One League, konnte allerdings jeweils den direkten Wiederaufstieg feiern. Nach dem erneuten Abstieg aus der Erstklassigkeit im Mai 2010 dauerte es bis zum Januar 2015, ehe Great Olympics wieder in der Premier League vertreten war. In einem knappen Saisonfinale folgte der direkte Wiederabstieg. Great Olympics setzte den Trend als Fahrstuhlmannschaft mit dem Aufstieg 2016 und dem anschließenden Abstieg 2017 fort. Diesem folgte ein Rechtsstreit mit der Ghana Football Association (GFA) wegen des vermeintlichen Einsatzes nicht spielberechtigter Akteure anderer Vereine. Aufgrund dessen wurde der Verein, der seine Heimspiele im Accra Sports Stadium austrägt, zur Saison 2020 gemeinsam mit den King Faisal Babes in die aufgestockte Premier League wiederaufgenommen.
Zu den bekanntesten ehemaligen Spielern des Vereins zählen Hans Nunoo Sarpei, Daniel Addo, Nuru Sulley, Daniel Quaye, Emmanuel Clottey, Richard Kingson, Sam Ibiam, Paa Nii Lutterodt, Issah Ahmed, Bernard Aryee, Razak Pimpong, Cofie Bekoe, Ali Ibrahim, Habib Mohamed, Laryea Kingston, Cecil Jones Attuquayefio, Charles Asampong Taylor, Godwin Attram, George Alhassan, Mohammed Polo und Frank Odoi.

### Teilnahme an CAF-Wettbewerben
| Saison | Wettbewerb                     | Runde         | Gegner                     | Gesamt          | Hin     | Rück    |
| ------ | ------------------------------ | ------------- | -------------------------- | --------------- | ------- | ------- |
| 1971   | African Cup of Champions Clubs | Erste Runde   | Abaluhya United            | 3:1             | 0:0 (A) | 3:1 (H) |
| 1971   | African Cup of Champions Clubs | Zweite Runde  | MMM Toamasina              | 5:2             | 1:2 (A) | 4:0 (H) |
| 1971   | African Cup of Champions Clubs | Viertelfinale | Coffee United SC           | 2:0             | 0:0 (A) | 2:0 (H) |
| 1971   | African Cup of Champions Clubs | Halbfinale    | Asante Kotoko SC           | 1:2             | 1:1 (H) | 0:1 (A) |
| 1975   | African Cup of Champions Clubs | Erste Runde   | Rangers International      | 1:4             | 0:2 (H) | 1:2 (A) |
| 1984   | African Cup Winners’ Cup       | Erste Runde   | Djoliba AC                 | 4:0             | 0:0 (H) | 4:0 (A) |
| 1984   | African Cup Winners’ Cup       | Zweite Runde  | ASEC Mimosas               | 2:3             | 2:1 (H) | 0:2 (A) |
| 1992   | African Cup Winners’ Cup       | Erste Runde   | Invincible Eleven          | 2:1             | 2:0 (A) | 0:1 (H) |
| 1992   | African Cup Winners’ Cup       | Zweite Runde  | Daring Club Motema Pembe   | 3:4             | 2:4 (A) | 1:0 (H) |
| 1996   | African Cup Winners’ Cup       | Erste Runde   | AS Douanes Dakar           | Rückzug         | Rückzug | Rückzug |
| 1999   | CAF Cup                        | Erste Runde   | Étoile Filante Ouagadougou | 3:4             | 3:2 (H) | 0:2 (A) |
| 2000   | African Cup Winners’ Cup       | Erste Runde   | al-Ittihad                 | 2:2 (2:3 i. E.) | 0:2 (A) | 2:0 (H) |